# Château de Buchlovice
Ne doit pas être confondu avec Château de Buchlov.
Le château de Buchlovice est un château situé dans la ville tchèque de Buchlovice, à 10 km à l'ouest de Uherské Hradiště au sud-est de la Moravie.
Son histoire est intimement liée au château de Buchlov voisin qui était devenu trop inconfortable à la fin du XVIIe siècle d'où la nécessité d'en construire un nouveau proche, ce qui fut réalisé par Jan Dětřich de Petřwald.
Le château de Buchlovice fut bâti sur le modèle d'une villa italienne baroque de Domenico Martinelli (en). Il est un des édifices les plus romantiques du pays. Il est devenu la propriété des Berchtolds en 1800 et est, depuis 1945, une propriété de l'État ouverte au public.

## Histoire
La région de Buchlovice est habitée depuis l'âge de la pierre, la première mention écrite remonte à 1270. En 1540, la ville devient une dépendance du château de Buchlov. Cette forteresse médiévale n'était pas assez confortable ni prestigieuse. Ses propriétaires décidèrent alors la construction d'un château plus moderne. Elle fut réalisée entre 1707 et 1738 d'après les plans de Domenico Martinelli.
Le château est composé d'un bâtiment principal connu comme le Doln í Zámek (château supérieur) et le Horní zámek (château inférieur), qui avait une fonction de services. Une cour d'honneur s'étend entre les deux. Autour du château un parc à l'italienne a été créé, qui a été prolongé et changé dans le style anglais dans la première moitié du XIXe siècle, un des plus remarquables de la République tchèque.
Après que la dynastie "Petrvald" s'est éteinte, le château a été acquis en 1763 par les "Berchtolds". En 1805 Léopold Berchtold y établit un hôpital militaire dans une partie du château et une draperie dans les écuries.
Le château est ouvert au public et les visiteurs peuvent admirer les pièces et des chambres avec le travail des stucs riches et des plafonds peints.

## Source
- (en) Cet article est partiellement ou en totalité issu de l’article de Wikipédia en anglais intitulé « Buchlovice Castle » (voir la liste des auteurs).